# ناتالي درابر
ناتالي درابر (بالإنجليزية: Natalie Draper)‏ هي ملحنة أمريكية، ولدت في 1985.

## وصلات خارجية
- الموقع الرسمي
- ناتالي درابر على موقع ميوزك برينز (الإنجليزية)
- ناتالي درابر على موقع ديسكوغز (الإنجليزية)